# Federico Bruno
Federico Bruno (né le 18 juin 1993 à Concordia, Entre Ríos) est un athlète argentin, spécialiste du demi-fond.

## Biographie
Il remporte le titre du 1 500 m lors des Jeux sud-américains 2014 à Santiago du Chili, en battant son record personnel en 3 min 39 s 96. Il a représenté son pays aux Jeux panaméricains de 2011 et aux Jeux olympiques de la jeunesse en 2010.
Il a remporté la médaille d'or lors des Championnats d'Amérique du Sud juniors 2011.
Il remporte également le titre du 1 500 m lors des Jeux sud-américains de 2014 avec le record des championnats.
En juin 2015, il remporte à Lima deux médailles d'argent, sur 1 500 m et sur 5 000 m, lors des Championnats sud-américains.
Son record sur 1500 m est de 3 min 38 s 35, à Barcelone (Serrahima), le 8 juillet 2015.

### Palmarès
| Date | Compétition                    | Lieu                 | Résultat | Épreuve | Performance   |
| ---- | ------------------------------ | -------------------- | -------- | ------- | ------------- |
| 2011 | Championnats d'Amérique du Sud | Buenos Aires         | 3e       | 1 500 m | 3 min 47 s 41 |
| 2013 | Championnats d'Amérique du Sud | Carthagène des Indes | 2e       | 1 500 m | 3 min 45 s 94 |
| 2014 | Jeux sud-américains            | Santiago             | 1er      | 1 500 m | 3 min 39 s 96 |
| 2015 | Championnats d'Amérique du Sud | Lima                 | 2e       | 1 500 m | 3 min 42 s 21 |
| 2015 | Championnats d'Amérique du Sud | Lima                 | 2e       | 5 000 m | 14 min 6 s 25 |
| 2018 | Jeux sud-américains            | Cochabamba           | 3e       | 1 500 m | 3 min 54 s 34 |
| 2021 | Championnats d'Amérique du Sud | Guayaquil            | 2e       | 1 500 m | 3 min 38 s 25 |

#### National
- 5 titres sur 1 500 m : 2011, 2012, 2013, 2021, 2022

## Records
| Épreuve      | Temps               | Lieu                 | Date            |              |
| En plein air | En plein air        | En plein air         | En plein air    | En plein air |
| ------------ | ------------------- | -------------------- | --------------- | ------------ |
| 1 500 m      | 3 min 36 s 18 (NR)  | Castelló de la Plana | 29 juin 2021    |              |
| 5 000 m      | 13 min 11 s 57 (AR) | Stanford             | 21 avril 2023   |              |
| 10 000 m     | 29 min 44 s 87      | Rosario              | 27 avril 2014   |              |
| 10 km        | 29 min 7 s          | Maldonado            | 7 janvier 2023  |              |
| En salle     |                     |                      |                 |              |
| 1 500 m      | 3 min 38 s 03 (AR)  | Sabadell             | 8 février 2022  |              |
| 3 000 m      | 7 min 47 s 21 (AR)  | Valence              | 25 janvier 2023 |              |